# Simon Gorlier
Simon Gorlier [Grolier] est un instrumentiste et compositeur français et un imprimeur-libraire actif à Lyon dans le second quart du XVIe siècle.

## Biographie

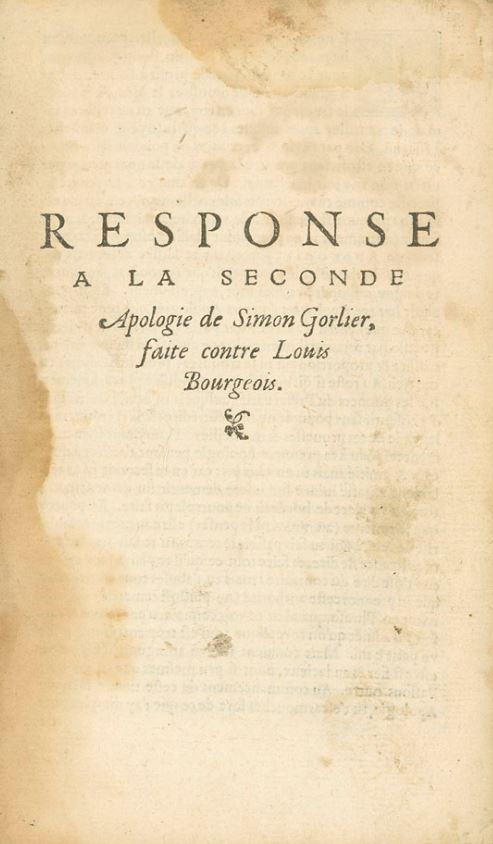
Titre de La seconde apologie de Loys Bourgeois contre Simon Gorlier (Lyon, 1554). Grenoble BM.

Il a la particularité d’avoir été à la fois instrumentiste (plutôt en début de carrière) et imprimeur (plutôt en fin). Ses origines lyonnaises n’ont pu être précisées ; il n’a pas pu être relié à la famille consulaire lyonnaise des Grolier.
Le premier élément qu’on connaisse sur lui est qu’il publie un livre de tablature de guitare à Paris en 1551, contenant des pièces instrumentales et des transcriptions de pièces vocales (psaumes, chansons, motets).
En 1553, il est l’auteur de trois pamphlets imprimés dans lesquelles il attaque les théories de Loys Bourgeois sur la gamme et les muances, telles que celui-ci les expose dans son Droict chemin de musique (Genève, 1550).
Il obtient le 17 février 1558 un privilège royal pour imprimer toute sorte de musique. Dans la période 1558-1562 il imprime ensuite au moins neuf livres de musique, essentiellement instrumentaux et tous perdus sauf un. Cette perte est irréparable pour la connaissance du répertoire instrumental lyonnais au milieu du siècle.
Malgré le peu qu’il en reste, il apparaît que Gorlier voulait donner bon aspect à ses publications : il a fait graver deux beaux encadrements pour ses pages de titre et entre avril et juillet 1558, Robert Granjon lui a intenté un procès qui montre qu’il aurait tenté de se servir de caractères de civilité dans ses éditions (ceux-ci venaient d’être mis en œuvre par Granjon et étaient encore protégés par un privilège de décembre 1557.
Quelques actes sont connus qui montrent qu’il aurait été libraire jusques vers 1582.

## Œuvres

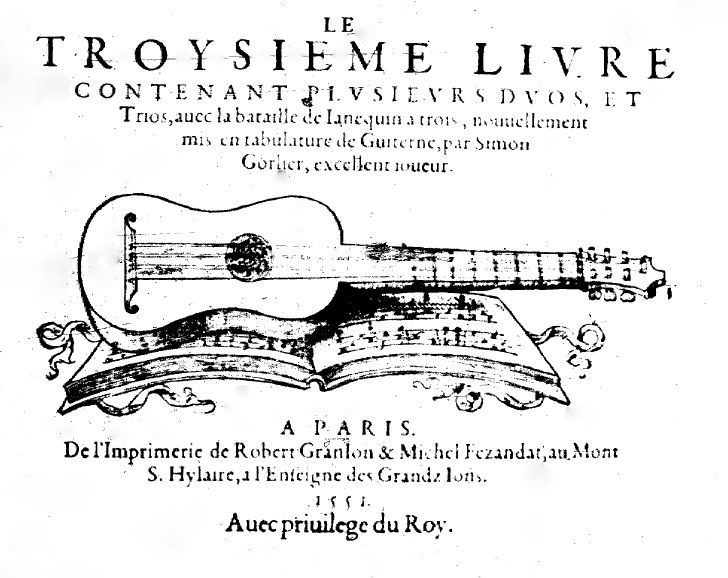
Page de titre du Troisième livre de duos de Simon Gorlier (Paris : Granjon et Fézandat, 1551).

Le Troysième livre contenant plusieurs duos, et trios, avec la bataille de Janequin à trois, nouvellement mis en tablature de guiterne, par Simon Gorlier, excellent joueur. Paris : Robert Granjon et Michel Fezandat, 1551.
Ce volume est le troisième d’une série de six livres de tablatures de guitare parus à Paris entre 1551 et 1555, dont seuls les quatre premiers nous sont parvenus (Bibliothèque de l’Abbaye de Saint-Gall). Sur cette série, voir Heartz 1960. Ce volume contient des psaumes, des chansons, des motets et des pièces instrumentales écrits par Pierre Certon, Pierre Sandrin, Jacotin, Josquin des Prés, Claudin de Sermisy, Fabrizio Facciola, Giovanni Giacomo de Antiquis et Clément Janequin (notamment, sa Bataille), réduits en tablature par Gorlier. Le volume est dédié au lyonnais François Pournas, seigneur de la Piemente, marchand drapier lyonnais.

## Éditions
Les éditions musicales imprimées par Simon Gorlier sont toutes perdues et signalées seulement dans des catalogues de libraire ou des bibliographies du temps. Les titres donnés ci-dessous reprennent la bibliographie qui en a été faite dans Guillo 1991 no 33-35, 43-46, 48, 59, s’y reporter pour le détail des sources anciennes qui les citent (ce sont essentiellement le catalogue de la librairie des Tournes (Genève : 1670), la Bibliothèque françoise d’Antoine Du Verdier, 1585, les catalogues des foires de Francfort, la bibliothèque de Raymond Fugger le Jeune, 1566, les Archives Plantin-Moretus à Anvers, la bibliothèque des éditeurs Ballard à Paris).
- Tablature de guitare. Lyon : Simon Gorlier, c. 1558. Guillo 1991 no 33, Brown 1965 n° [156 ?]-2. Édition perdue.

Peut-être cette tablature reprenait-elle des œuvres déjà publiées en 1551 à Paris.
- Tablature de flûte d’allemand. Lyon : Simon Gorlier, c. 1558. Guillo 1991 no 34, Brown 1965 n° [1558]-2. Édition perdue.
- Tablature de cistre. Lyon : Simon Gorlier, c. 1558. Guillo 1991 no 35, Brown 1965 n° [156 ?]-1. Édition perdue.
- Giovanni Paolo Paladino. Premier livre de tablature de luth. Lyon : Simon Gorlier, 1560. 4° obl. Guillo 1991 no 43, RISM 156027 et P 649, Brown 1965 no 1560-3.

En fait, c’est la réédition d’une édition donnée en 1553 par Jean Pullon de Trin (Guillo 1991 no 28, Brown 1965 n° [1553]-7). Gorlier n’a fait que remplacer le premier cahier (contenant le titre et une Briève instruction de la tablature).
- Antoine de Hauville. La Lyre chrestienne, avec la monomachie de David & Goliath, & plusieurs autres chansons spirituelles. Nouvellement mises en musique par A. de Hauville. Lyon : Simon Gorlier, 1560. 8°, 71 p. Guillo 1991 no 44, Honegger 1560-1. Genève BGE : PFs 462/1.

Édition récemment retrouvée. Sur le contenu, voir l’article Antoine de Hauville.
- Livre de tablature d’espinette, contenant motets, fantasies, chansons, madrigales et galliardes. Lyon : Simon Gorlier, 1560. Guillo 1991 no 45, Brown 1965 n° [1560]-1.

Il semble que Gorlier soit aussi le transcripteur de ces tablatures. Édition perdue ; il est possible que le feuillet de tablature d’épinette conservé à Paris BNF (Mss.) : N.A.F. 4528, illustré dans Lesure 1955 p. 19, soit extrait de cette édition.
- Livre de musique à quatre ou cinq parties, en cinq volumes. Lyon : Simon Gorlier, c. 1560. Édition perdue.
- Alamanno Layolle. Chansons et vaudevilles à quatre parties. Lyon : Simon Gorlier, 1561. Guillo 1991 no 48. Édition perdue.
- Antonio Francesco Paladino. Deux livres de tablatures de luth, où sont contenus plusieurs psalmes et chansons spirituelles. Lyon : Simon Gorlier, 1562. Guillo 1991 no 59, Brown 1965 n° [1562]-7. Édition perdue.

## Discographie
- Un branle de Gorlier figure dans : Du mignard luth... : fantaisies, chansons et danses françaises et italiennes de la Renaissance pour luth et guiterne. Pascale Boquet, luth et guiterne. Paris : Société française de luth, (2011). CD SFL 1105.
- La chanson Je suis desherittée de Pierre Cadéac et le psaume Estanz assis aux rives aquatiques figurent dans : Comiença la musica para guitarra... Massimo Lonardi, guitare. 1 CD STR 33695 (janvier 2006).  (EAN 8011570336958).